# Nuoto ai campionati europei di nuoto 2022 - 100 metri dorso femminili
La gara dei 100 metri dorso femminili dei campionati europei di nuoto 2022 si è svolta il 15 e il 16 agosto 2022. Al mattino del 15 agosto si sono svolte le batterie e nel pomeriggio le semifinali, mentre la finale si è disputata nel pomeriggio del 16 agosto.

## Podio
| Pos.    | Atleta              | Nazione     |
| ------- | ------------------- | ----------- |
| Oro     | Margherita Panziera | Italia      |
| Argento | Medi Harris         | Regno Unito |
| Bronzo  | Kira Toussaint      | Paesi Bassi |

## Record
Prima della manifestazione il record del mondo (RM), il record europeo (EU) e il record dei campionati (RC) erano i seguenti.
|  | 57"45 | Kaylee McKeown  | 15 giugno 2021 Adelaide |
|  | 58"08 | Kathleen Dawson | 23 maggio 2021 Budapest |
|  | 58"08 | Kathleen Dawson | 23 maggio 2021 Budapest |

Durante la competizione non sono stati migliorati record.

## Risultati

### Batterie
| Pos. | Batteria | Corsia | Atleta                | Nazionalità  | Tempo       | Note |
| ---- | -------- | ------ | --------------------- | ------------ | ----------- | ---- |
| 1    | 4        | 4      | Kira Toussaint        | Paesi Bassi  | 59"59       | Q    |
| 2    | 2        | 4      | Medi Harris           | Regno Unito  | 1'00"15     | Q    |
| 3    | 3        | 2      | Silvia Scalia         | Italia       | 1'00"28     | Q    |
| 4    | 3        | 4      | Margherita Panziera   | Italia       | 1'00"33     | Q    |
| 5    | 3        | 5      | Emma Terebo           | Francia      | 1'00"52     | Q    |
| 6    | 4        | 2      | Pauline Mahieu        | Francia      | 1'00"53     | Q    |
| 7    | 4        | 7      | Simona Kubová         | Rep. Ceca    | 1'00"66     | Q    |
| 8    | 2        | 1      | Camila Rebelo         | Portogallo   | 1'00"94     | Q    |
| 9    | 4        | 5      | Maaike de Waard       | Paesi Bassi  | 1'01"14     | Q    |
| 10   | 2        | 3      | Analia Pigrée         | Francia      | 1'01"24     |      |
| 11   | 3        | 6      | Federica Toma         | Italia       | 1'01"32     |      |
| 12   | 2        | 5      | Mary-Ambre Moluh      | Francia      | 1'01"33     |      |
| 13   | 3        | 1      | Roos Vanotterdijk     | Belgio       | 1'01"39     | Q    |
| 14   | 3        | 7      | Hanna Rosvall         | Svezia       | 1'01"47     | Q    |
| 15   | 4        | 3      | Paulina Peda          | Polonia      | 1'01"60     | Q    |
| 16   | 2        | 7      | Dóra Molnár           | Ungheria     | 1'01"62     | Q    |
| 17   | 3        | 8      | Rafaela Azevedo       | Portogallo   | 1'01"78     | Q    |
| 18   | 4        | 6      | Ingeborg Løyning      | Norvegia     | 1'01"84     | Q    |
| 19   | 1        | 6      | Laura Bernat          | Polonia      | 1'02"03     | Q    |
| 20   | 4        | 0      | Carmen Weiler         | Spagna       | 1'02"08     |      |
| 21   | 2        | 6      | Danielle Hill         | Irlanda      | 1'02"15     |      |
| 22   | 4        | 8      | África Zamorano       | Spagna       | 1'02"17     |      |
| 23   | 2        | 8      | Lotte Hosper          | Template:NDL | 1'02"28     |      |
| 24   | 4        | 1      | Lauren Cox            | Regno Unito  | 1'02"31     |      |
| 25   | 4        | 9      | Johanna Roas          | Germania     | 1'02"48     |      |
| 26   | 2        | 0      | Eszter Szabó-Feltóthy | Ungheria     | 1'02"63     |      |
| 27   | 1        | 4      | Daryna Zevina         | Ucraina      | 1'02"70     |      |
| 28   | 2        | 2      | Nina Kost             | Svizzera     | 1'02"71     |      |
| 29   | 1        | 7      | Gabriela Georgieva    | Bulgaria     | 1'02"87     |      |
| 30   | 1        | 2      | Nika Sharafutdinova   | Ucraina      | 1'02"95     |      |
| 31   | 3        | 9      | Lena Grabowski        | Austria      | 1'03"32     |      |
| 32   | 1        | 3      | Karoline Sørensen     | Danimarca    | 1'03"40     |      |
| 33   | 2        | 9      | Aleksa Gold           | Estonia      | 1'04"15     |      |
| DNS  | 1        | 5      | Alicia Wilson         | Regno Unito  | Non partita |      |
| DNS  | 3        | 0      | Theodōra Drakou       | Grecia       | Non partita |      |
| DNS  | 3        | 3      | Louise Hansson        | Svezia       | Non partita |      |

### Semifinali

#### Semifinale 1
| Pos. | Corsia | Atleta              | Nazionalità | Tempo   | Note |
| ---- | ------ | ------------------- | ----------- | ------- | ---- |
| 1    | 5      | Margherita Panziera | Italia      | 59"72   | Q    |
| 2    | 3      | Pauline Mahieu      | Francia     | 59"75   | Q    |
| 3    | 4      | Medi Harris         | Regno Unito | 1'00"03 | Q    |
| 4    | 6      | Camila Rebelo       | Portogallo  | 1'00"66 |      |
| 5    | 7      | Paulina Peda        | Polonia     | 1'00"87 |      |
| 6    | 1      | Rafaela Azevedo     | Portogallo  | 1'01"56 |      |
| 7    | 2      | Roos Vanotterdijk   | Belgio      | 1'01"61 |      |
| 8    | 8      | Laura Bernat        | Polonia     | 1'01"73 |      |

#### Semifinale 2
| Pos. | Corsia | Atleta           | Nazionalità | Tempo   | Note |
| ---- | ------ | ---------------- | ----------- | ------- | ---- |
| 1    | 2      | Maaike de Waard  | Paesi Bassi | 59"89   | Q    |
| 2    | 5      | Silvia Scalia    | Italia      | 1'00"04 | Q    |
| 3    | 4      | Kira Toussaint   | Paesi Bassi | 1'00"10 | Q    |
| 4    | 3      | Emma Terebo      | Francia     | 1'00"35 | Q    |
| 5    | 6      | Simona Kubová    | Rep. Ceca   | 1'00"38 | Q    |
| 6    | 7      | Hanna Rosvall    | Svezia      | 1'00"83 |      |
| 7    | 1      | Dóra Molnár      | Ungheria    | 1'01"13 |      |
| 8    | 8      | Ingeborg Løyning | Norvegia    | 1'02"23 |      |

### Finale
| Pos. | Corsia | Atleta              | Nazionalità | Tempo   | Note |
| ---- | ------ | ------------------- | ----------- | ------- | ---- |
|      | 4      | Margherita Panziera | Italia      | 59"40   |      |
|      | 6      | Medi Harris         | Regno Unito | 59"46   |      |
|      | 7      | Kira Toussaint      | Paesi Bassi | 59"53   |      |
| 4    | 5      | Pauline Mahieu      | Francia     | 1'00"00 |      |
| 5    | 2      | Silvia Scalia       | Italia      | 1'00"12 |      |
| 6    | 1      | Emma Terebo         | Francia     | 1'00"40 |      |
| 7    | 8      | Simona Kubová       | Rep. Ceca   | 1'00"50 |      |
| 8    | 3      | Maaike de Waard     | Paesi Bassi | 1'00"54 |      |